# Roland Huntford
Roland Huntford (* 1927 in Kapstadt, Südafrikanische Union als Roland Horwitch) ist ein britischer Polarhistoriker, Journalist und Autor. Internationale Bekanntheit erlangte er durch seine Biografien über die Polarforscher Roald Amundsen, Robert Falcon Scott, Fridtjof Nansen und Ernest Shackleton.

## Leben
Huntford wurde in Südafrika geboren. Sein Vater war Soldat und Landwirt; seine Mutter war eine ukrainische Exilantin, die im Zuge des Russischen Bürgerkriegs nach Südafrika geflohen war. Nach dem Ende des Zweiten Weltkriegs kam Huntford nach London, um am Imperial College ein Physikstudium zu beginnen. Dieses beendete er jedoch nach zwei Jahren ohne Abschluss. Er reiste nach Italien, befasste sich mit italienischer Literatur und lebte einige Jahre in Florenz. In den 1950er Jahren kehrte er nach London zurück, wo er sich mit einem dänischen, kommunistischen Doppelagenten befreundete. Dieser machte ihn mit skandinavischer Literatur im Allgemeinen und dem Werk Henrik Ibsens im Speziellen vertraut. Darüber erlernte Huntford die norwegische Sprache und bereiste Norwegen, Schweden und Dänemark. In dieser Zeit beschäftigte er sich intensiv in Theorie und Praxis mit dem nordischen Skisport, über dessen Entstehungsgeschichte er später ein Buch verfasste. Seinen Lebensunterhalt verdiente er sich mit Übersetzungsarbeiten und Kurzartikeln in lokalen Zeitungen. 1957 nahm er eine Stelle in der Abteilung für Öffentlichkeitsarbeit beim UN-Hochkommissariat für Flüchtlingsfragen in Genf an. Bereits kurze Zeit später wurde Huntford Auslandskorrespondent der Zeitung The Observer für ganz Skandinavien in den Bereichen Politik und Sport, eine Tätigkeit, die er 15 Jahre lang ausübte. In dieser Zeit veröffentlichte er auch einige Bücher, unter anderem die publizistisch erfolgreiche Novelle Sea of Darkness.
Ab Mitte der 1970er Jahre verschrieb sich Huntford gänzlich seiner Tätigkeit als Buchautor. Auslöser hierfür war die Begegnung mit Tryggve Gran, dem einzigen norwegischen Teilnehmer an der Terra-Nova-Expedition (1910–1913) in die Antarktis unter Robert Falcon Scott. Infolge eines Interviews mit Gran für den Observer entstand die Idee zu einem Buch über Scott und dessen norwegischen Rivalen Roald Amundsen um die „Eroberung“ des geographischen Südpols. Huntford zog mit seiner Familie an den Ortsrand von Cambridge, um für weitergehende Recherchen Zugriff auf die örtliche Universitätsbibliothek und das Archiv des Scott Polar Research Institute (SPRI) zu erhalten. Die Doppelbiografie Scott and Amundsen, später unter dem Titel The Last Place On Earth neu veröffentlicht, erschien 1979. Das Buch wurde ein internationaler Bestseller und gleichzeitig Anlass für kontroverse Kritik. Huntfords gezeichnetes Bild von Amundsen war das des rationalen, zielorientierten und gut vorbereiteten Expeditionsleiters, während er Scott als „heldenhaften Stümper“ skizzierte, der durch amateurhaftes Verhalten und wegen desaströser Fehlentscheidungen sich und seine Kameraden in den Tod geführt habe. Diese Sichtweise wurde seitdem vielfach von weiteren Autoren übernommen, von anderen wie dem Polarforscher Ranulph Fiennes dagegen heftig widersprochen. Die Auseinandersetzung führte so weit, dass Huntford durch Einwirkung der Familie Scott zwischenzeitlich in Cambridge der Zutritt sowohl zur Universitätsbibliothek als auch zum SPRI verwehrt wurde. Dies änderte sich erst, nachdem Huntford zum Senior Member des Wolfson College und zum Alistair Horne Fellow des St Antony’s College der University of Oxford ernannt worden war. In den nächsten Jahren widmete er sich Biografien über Ernest Shackleton und Fridtjof Nansen, die gleichfalls zu polarhistorischen Standardwerken avancierten. 
Zuletzt arbeitete er an einem Buch über das Frammuseum in Oslo und an einer historischen Abhandlung über den Winterkrieg (1939/40) zwischen Finnland und der Sowjetunion. Hinzu kam die im Juli 2021 veröffentlichte englische Übersetzung Skiing into the Bright Open über die 1994 durchgeführte Solotour der norwegischen Skilangläuferin und Abenteurerin Liv Arnesen zum Südpol.

## Werke (Auswahl)
- Sea of Darkness. HarperCollins, New York 1975, ISBN 0-00-222101-2.
- The Last Place on Earth. Pan Books, London 1985, ISBN 0-330-28816-4.
- Shackleton. Hodder & Stoughton, London 1985, ISBN 0-340-25007-0.
- Nansen. Abacus, London 2001, ISBN 0-349-11492-7.
- Two Planks and a Passion: The Dramatic History of Skiing. Continuum International Publishing, London 2008, ISBN 978-1-4411-3401-1.